# Chu Minh Quốc
Chu Minh Quốc (sinh tháng 5 năm 1957) là một cựu chính trị gia người Lê Trung Quốc, ông đã dành sự nghiệp của mình ở Quảng Đông, Hải Nam và Trùng Khánh. Ông là ủy viên dự khuyết của Ủy ban Trung ương Đảng Cộng sản Trung Quốc khóa XVIII. Ông đã bị điều tra bởi Ủy ban Trung ương về Kiểm tra Kỷ luật của Đảng Cộng sản Trung Quốc vào tháng 11 năm 2014. Trước đây ông từng là Chủ tịch Chính Hiệp tỉnh Quảng Đông. Ông đã trở thành Đảng viên cao cấp và quan chức chính phủ thứ hai bị điều tra tại Quảng Đông trong vòng sáu tháng, ngay sau Mặc Khánh Lương, cựu lãnh đạo Đảng của Quảng Châu.
Truyền thông Trung Quốc đưa tin rằng ông có mối quan hệ chặt chẽ với Văn Cường, người từng là đại diện của ông khi ông là giám đốc của Sở Công an thành phố Trùng Khánh.

## Tiểu sử
Chu Minh Quốc được sinh ra trong một gia đình nông dân bình thường gần thành phố Ngũ Chỉ Sơn trên đảo Hải Nam vào tháng 5 năm 1957, một thành viên của nhóm người Lê. Ông tốt nghiệp Đại học Trung Sơn năm 1984, chuyên ngành luật. Sau đó, ông được nhận vào Trường Đảng Trung ương Đảng Cộng sản Trung Quốc như một sinh viên bán thời gian, và tốt nghiệp năm 1988.
Ông bắt đầu sự nghiệp chính trị của mình vào tháng 8 năm 1974, và gia nhập Đảng Cộng sản Trung Quốc vào tháng 10 năm 1975. Ông phục vụ trong các vị trí khác nhau tại Bảo Đình, trước khi phục vụ với tư cách là Phó Trưởng ban Tổ chức của Ủy ban CPC Hải Nam.
Năm 1993, ông trở thành Giám đốc Đảng CPC của Văn Xương, một năm sau đó, ông đồng thời là Huyện trưởng; ông được bầu lại vào năm 1995. Ông được thăng lên Phó Tỉnh trưởng Hải Nam vào năm 1998, ông là thành viên của Ủy ban Thường vụ Tỉnh ủy Hải Nam. Ông vẫn ở vị trí đó cho đến năm 2001, khi ông được chuyển đến Trùng Khánh và bổ nhiệm giám đốc của Sở Cảnh sát thành phố Trùng Khánh và là thành viên của ủy ban thường trực của Ủy ban thành phố Trùng Khánh của CPC.
Ông được chuyển đến Quảng Đông năm 2006, nơi ông từng là thư ký của Ủy ban Kiểm tra Kỷ luật tỉnh Quảng Đông và là thành viên của Ủy ban Thường vụ Tỉnh ủy, cơ quan hoạch định chính sách cao nhất của tỉnh. Ông được thăng chức một lần nữa để trở thành Phó Bí thư Tỉnh ủy Quảng Đông vào năm 2010, một vị trí ông giữ cho đến tháng 11 năm 2013. Vào tháng 1 năm 2013, ông bắt đầu đồng thời phục vụ như là cố vấn chính trị hàng đầu của tỉnh, Chủ tịch Chính Hiệp tỉnh Quảng Đông.
Vào ngày 28 tháng 11 năm 2014, giới truyền thông nhà nước đã đưa tin rằng ông đang bị điều tra bởi Ủy ban Trung ương về Kiểm tra Kỷ luật của Đảng Cộng sản Trung Quốc (CCDI) vì "vi phạm nghiêm trọng luật lệ và quy định". Vào ngày 17 tháng 2 năm 2015, khi kết thúc điều tra của CCDI, ông đã bị trục xuất khỏi Đảng Cộng sản. Cuộc điều tra kết luận rằng ông đã lạm dụng quyền lực của mình và nói rằng ông đã lấy "hối lộ khổng lồ" như là tiền thưởng cho việc ưu đãi trong các chương trình khuyến mãi của các quan chức trong hoạt động của một số doanh nghiệp. Họ cũng cáo buộc ông một cách lạ kì là đã "vi phạm nghiêm trọng chính sách kế hoạch hoá gia đình (tức là chính sách một con)". Vì hành vi ăn hối lộ cấu thành tội phạm hình sự, vụ kiện của ông đã được chuyển đến các cơ quan tư pháp để truy tố.
Vào ngày 11 tháng 11 năm 2016, ông đã bị Toà án nhân dân Trung cấp Liễu Châu kết án tử hình ân xá vì nhận hối lộ trị giá 141 triệu nhân dân tệ (~ 20,50 triệu đô la) và tài sản không xác định 91,04 triệu nhân dân tệ (~ 13,24 triệu đô la).